# Фул хаус (рагби 15)
Фул хаус је максимални учинак рагбисте у нападу, у рагбију 15 на једној утакмици.
Остварује га рагбиста, који на једној истој утакмици успе да поентира, на сва четири могућа начина у рагбију:
Есеј (рагби јунион)
Дроп кик (рагби јунион)
Шут из казне (рагби јунион)
Претварање (рагби јунион)